# Pigmento biologico

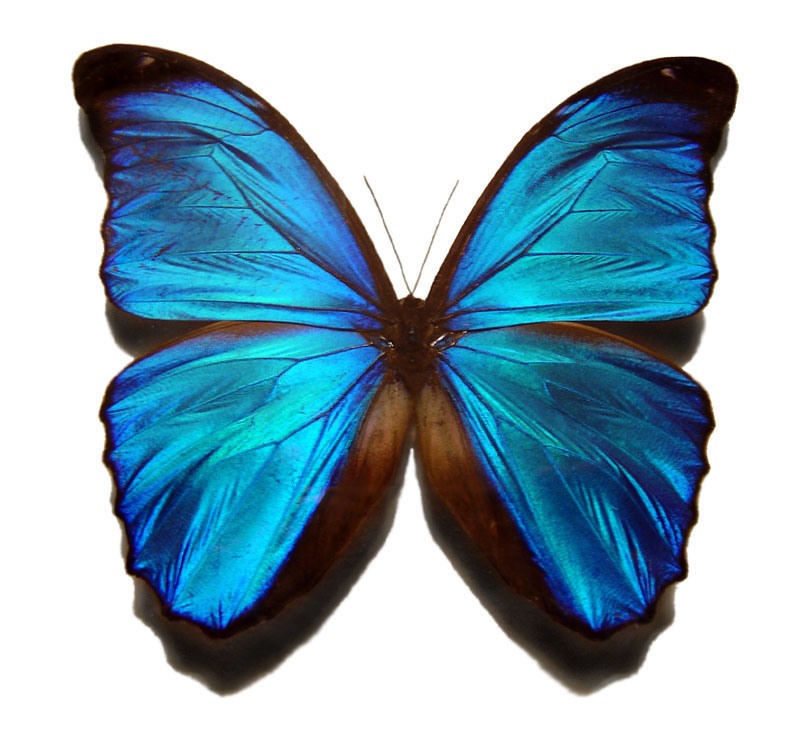
La farfalla morfo blu, originaria dell'America Centrale, deve la sua colorazione blu caratteristica all'iridescenza piuttosto che alla pigmentazione.

I pigmenti biologici, semplicemente noti anche come pigmenti o biocromi, sono sostanze prodotte dagli organismi viventi, che appaiono colorate per effetto di un assorbimento selettivo della radiazione elettromagnetica visibile.
I pigmenti biologici includono fra gli altri i pigmenti delle piante e i pigmenti dei fiori.
Molte strutture biologiche, quali la pelle, gli occhi, la pelliccia e i capelli, contengono pigmenti, come ad esempio la melanina, in cellule specializzate chiamate cromatofori.
Il colore dei pigmenti differisce dal colore strutturale, per il fatto che appare identico da ogni angolo di vista, mentre il colore strutturale è il risultato di riflessioni selettive o dell'iridescenza, solitamente dovuta a strutture pluristratificate.
Ad esempio, le ali delle farfalle hanno solitamente un colore strutturale, sebbene parecchie specie possiedano anche cellule contenenti pigmenti.

## Pigmenti biologici
Si riportano alcuni esempi di pigmenti biologici: 
- pigmenti basati sulle strutture di eme o porfirina: clorofilla, bilirubina, emocianina, emoglobina, mioglobina
- pigmenti emettenti luce: luciferina
- carotenoidi:
  - ematocromi (pigmenti delle alghe, costituiti da miscele di carotenoidi e loro derivati)
  - caroteni: alfa- e beta-carotene, licopene, rodopsina
  - xantofille: cantaxantina, zeaxantina, luteina
- di natura proteica: fitocromo, ficobiliproteine
- polieni enolati: una classe di pigmenti rossi specifica dei pappagalli
- altri: melanina, urocromo, flavonoidi, ecc.

## Pigmenti nelle piante

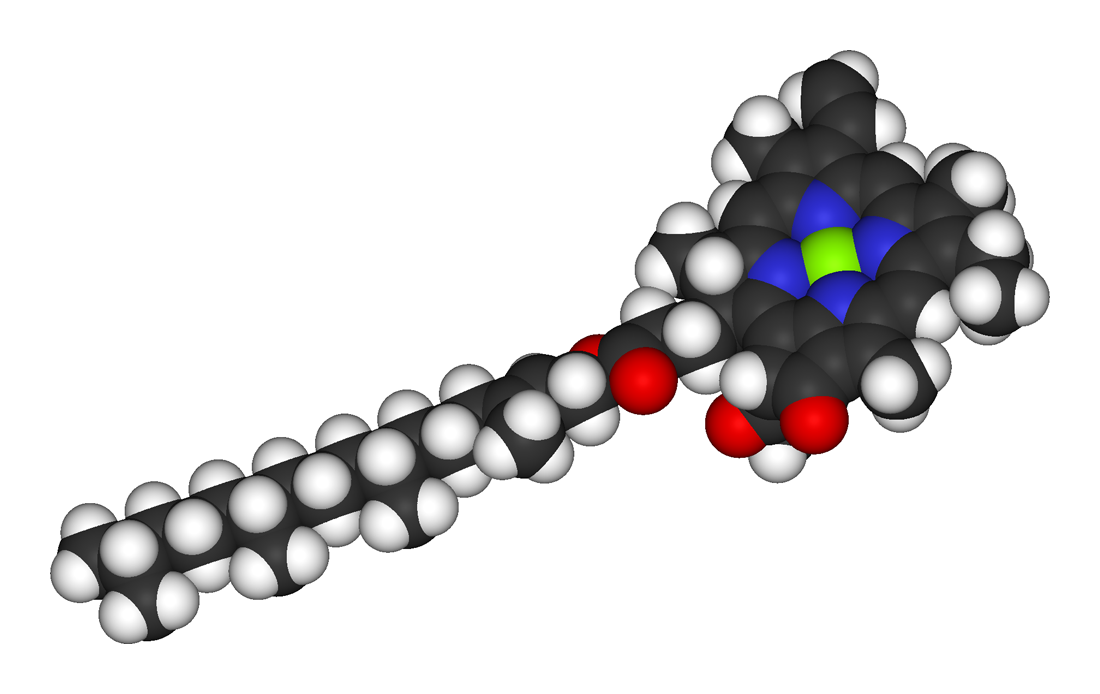
Modello della molecola di clorofilla.

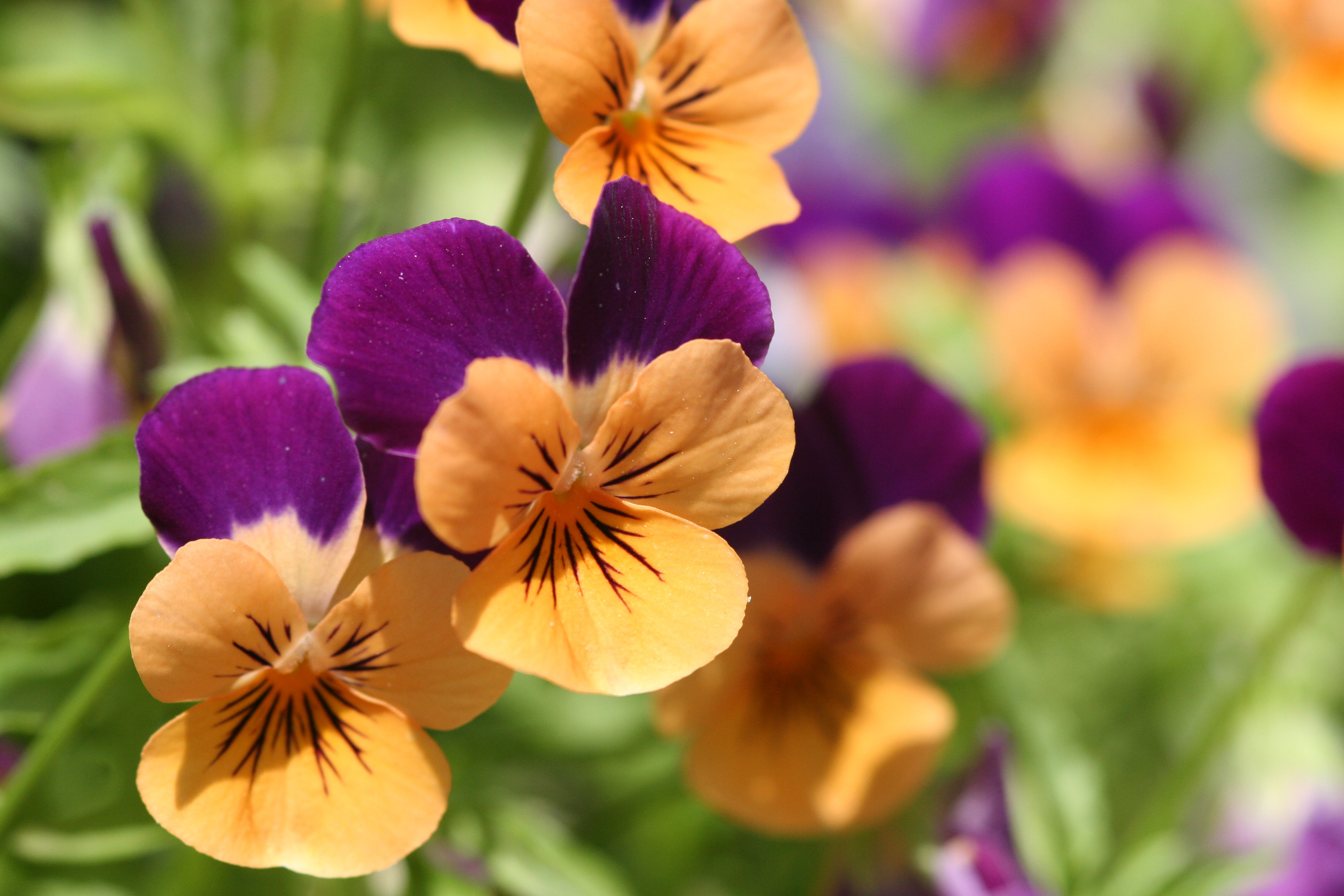
L'antocianina fornisce a queste viole del pensiero la loro pigmentazione viola.

La funzione primaria dei pigmenti nelle piante è la fotosintesi, processo che utilizza il pigmento verde clorofilla unitamente a parecchi pigmenti rossi e gialli, che aiutano a catturare la maggior quantità possibile di energia presente nella luce.
Fra le altre funzioni che i pigmenti svolgono nelle piante vi è l'attrazione degli insetti sui fiori per favorire l'impollinazione.
I pigmenti delle piante includono molte classi diverse di molecole, fra cui le porfirine, i carotenoidi, gli antociani e le betalaine.
Tutti i pigmenti biologici assorbono selettivamente certe lunghezze d'onda della luce, riflettendo tutte le altre.
La luce assorbita può essere utilizzata dalla pianta per fornire energia necessaria per le reazioni chimiche, mentre le lunghezze d'onda riflesse della luce determinano il colore con il quale il pigmento apparirà all'occhio.
I principali pigmenti delle piante sono i seguenti:
- la clorofilla è il pigmento principale nelle piante; è una clorina che assorbe le lunghezze d'onda gialle e blu della luce, mentre riflette la luce verde. Il colore verde delle piante è proprio dato dalla presenza e dall'abbondanza relativa della clorofilla. Tutte le piante terrestri e le alghe verdi possiedono due forme di questo pigmento: la clorofilla a e la clorofilla b. Alghe brune, diatomee e altri Heterokonta fotosintetici contengono la clorofilla c invece della b, mentre le alghe rosse possiedono solo la clorofilla a. Tutte le clorofille servono come mezzi primari che le piante utilizzano per catturare la luce e mantenere la fotosintesi.
- i carotenoidi sono tetraterpenoidi rossi, arancioni o gialli. Essi funzionano da pigmenti accessori nelle piante, aiutando a sostenere la fotosintesi raccogliendo lunghezze d'onda della luce che la clorofilla non è in grado di assorbire. I carotenoidi più comuni sono il carotene (un pigmento arancione che si trova nelle carote) la luteina (un pigmento giallo che si trova in frutti e verdure) e il licopene (il pigmento rosso responsabile del colore dei pomodori). Si è dimostrato che i carotenoidi agiscono da antiossidanti e promuovono un aspetto salutare nell'uomo.
- le antocianine (letteralmente "fiore blu") sono pigmenti flavonoidi idrosolubili, di coloro da rosso a blu in funzione del pH. Sono presenti in tutti i tessuti delle piante superiori, dando origine al colore di foglie, fusti, radici, fiori e frutti, anche se non sempre in quantità sufficienti per essere interessanti. Le antocianine sono maggiormente visibili nei petali dei fiori, dove possono costituire fino al 30% in peso della sostanza secca. Ad esse si deve pure il colore viola osservabile sulla faccia inferiore delle piante ombrose tropicali come la Tradescantia zebrina; in queste piante, l'antocianina cattura la luce che ha attraversato la foglia e la riflette indietro verso le aree della foglia in cui c'è clorofilla, per massimizzare l'utilizzo della luce disponibile.

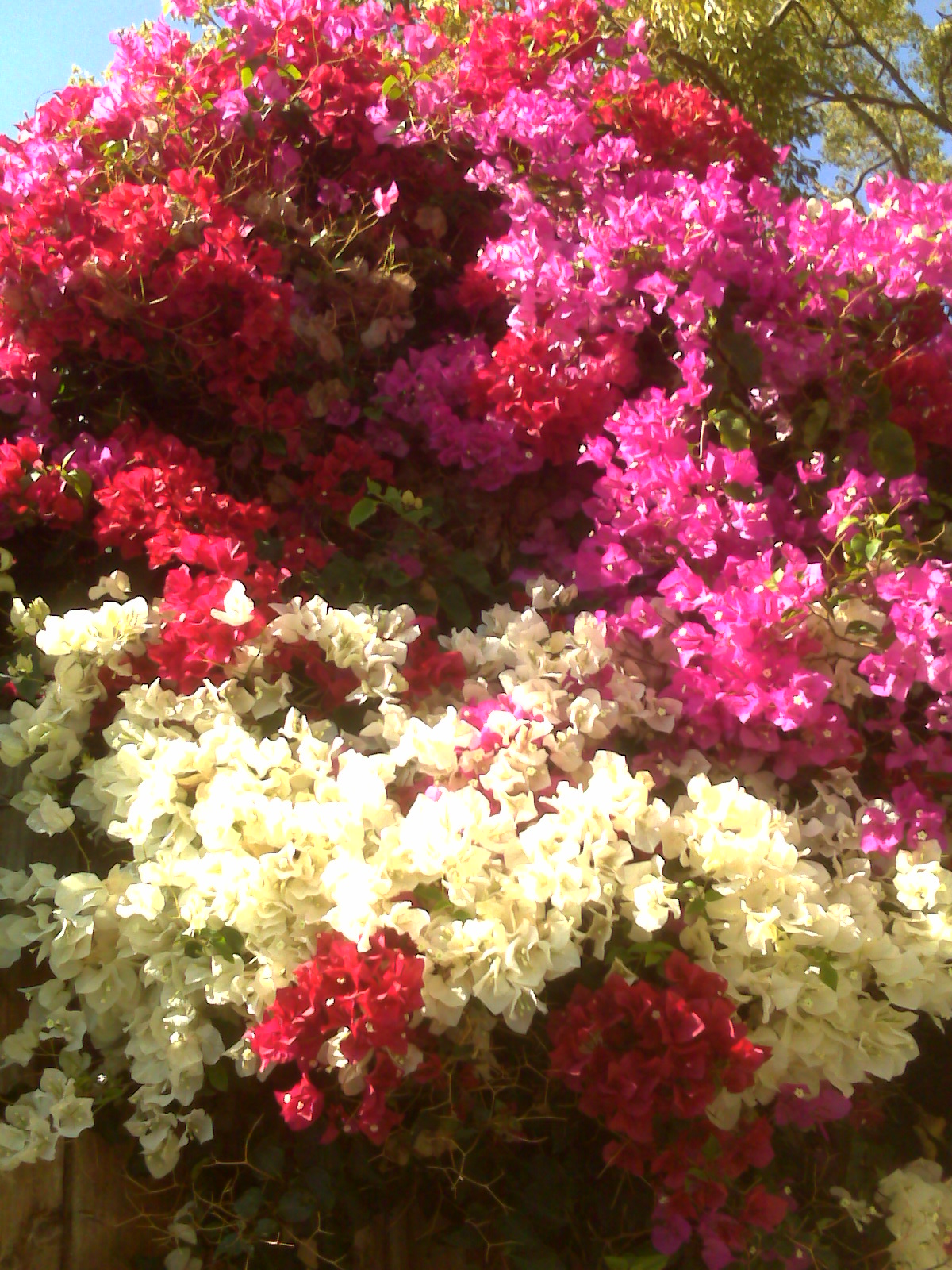
Le brattee di Bougainvillea devono il loro colore alle betalaine

- le betalaine sono pigmenti rossi o gialli. Come le antocianine sono solubili in acqua, ma a differenza di queste esse sono composti derivati dell'indolo sintetizzati a partire dalla tirosina. Questa classe di pigmenti è presente unicamente nelle piante dell'ordine Caryophyllales (inclusi i cactus e l'amaranto) e non è mai presente nelle piante in cui vi è la presenza di antocianine. Alle betalaine si deve anche il colore rosso scuro delle biete. Esse sono comunemente utilizzate come coloranti ad uso alimentare.

Una manifestazione particolarmente evidente della pigmentazione nelle piante è visibile con la colorazione autunnale delle foglie, un fenomeno che interessa le foglie normalmente verdi di molti alberi e cespugli caducifogli, quando, in poche settimane dell'autunno, esse assumono varie tinte di rosso, giallo, viola e marrone.
Le clorofille si degradano negli incolori tetrapirroli, noti con il nome di "cataboliti della clorofilla non fluorescenti" (nonfluorescent chlorophyll catabolites - NCC).
Quando le clorofille dominanti si degradano, emergono i pigmenti nascosti: il giallo delle xantofille e l'arancione del beta-carotene.
Questi pigmenti sono presenti per tutto l'anno, ma i pigmenti rossi, le antocianine, sono sintetizzate de novo quando circa la metà della clorofilla è stata degradata.
Gli amminoacidi liberati dalla degradazione dei complessi di raccolta della luce sono immagazzinati per tutto l'inverno nelle radici dell'albero, nei rami e in fusti e tronchi, fino alla primavera successiva, quando sono riutilizzati per la produzione delle nuove foglie.

## Pigmenti negli animali

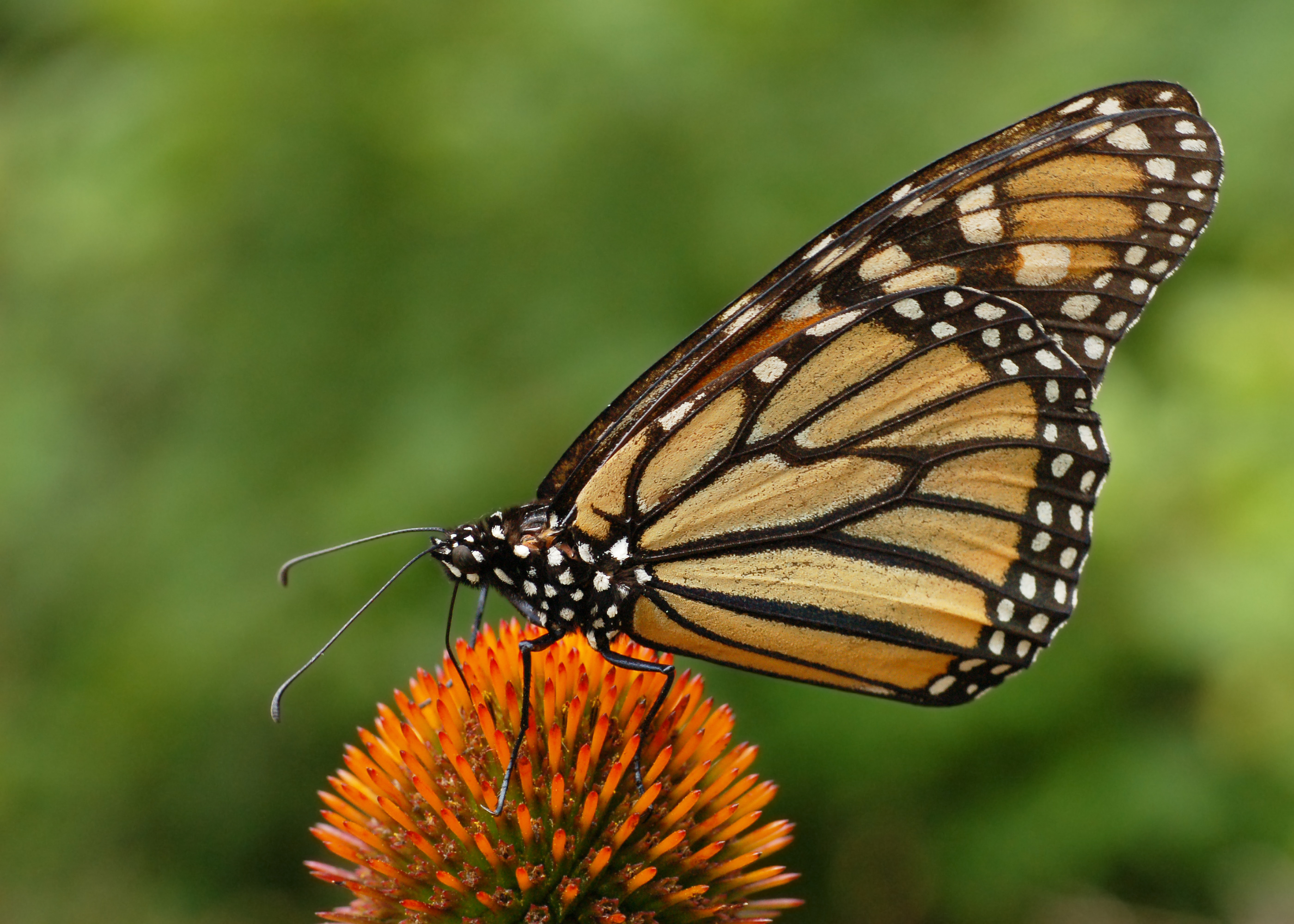
La pigmentazione caratteristica della farfalla Monarca ricorda ai potenziali predatori che essa è velenosa.

La pigmentazione è utilizzata da parecchi animali a scopi difensivi e protettivi, mediante il camuffamento, il mimetismo e l'aposematismo. Alcuni animali, tra i quali vi sono pesci, anfibi e cefalopodi, utilizzano cromatofori pigmentati per fornire il camuffamento che varia al fine di corrispondere allo sfondo.
La pigmentazione è anche usata nella segnalazione tra animali, come nel corteggiamento e nel comportamento riproduttivo. Ad esempio, alcuni cefalopodi utilizzano i loro cromatofori per comunicare.
Il fotopigmento rodopsina intercetta la luce, nel primo stadio della visione.
I pigmenti della pelle, come la melanina, possono proteggere i tessuti dalle ustioni causate dalla radiazione ultravioletta solare.
Comunque, alcune strutture biologiche degli animali, come i gruppi eme che veicolano l'ossigeno nel sangue, sono colorate a causa delle loro stesse strutture e il loro colore non ha alcuna funzione di protezione o segnalazione.

### Malattie e condizioni patologiche
Nell'uomo e negli animali sono presenti numerose malattie e condizioni anomale che coinvolgono la pigmentazione, sia per mancanza o perdita della pigmentazione o delle cellule pigmentali, sia per un eccessio di produzione di pigmento.
- L'albinismo è un disordine ereditario caratterizzato dalla totale o parziale perdita di melanina. L'uomo e gli animali che soffrono di albinismo sono chiamati "albini".
- L'ittiosi lamellare, chiamata anche "fish scale disease", è una condizione ereditaria in cui uno dei sintomi è un'eccessiva produzione di melanina. La pelle è più scura del normale ed è caratterizzata da macchie più scure, squamose e secche.
- Il melasma è una condizione in cui macchie di pigmento di colore marrone scuro compaiono sulla faccia, influenzate da variazioni ormonali. Quando esse si manifestano nel corso di una gravidanza, la condizione è definita la maschera della gravidanza.
- La pigmentazione oculare è un accumulo di pigmento nell'occhio e può essere causata da medicazioni con latanoprost[4].
- La vitiligine è una condizione in cui vi è una perdita di celle produttrici di pigmento, chiamate melanociti, con formazione di macchie della pelle.

### Pigmenti negli animali marini

#### Carotenoidi/Carotenoproteine
I carotenoidi sono i pigmenti più comunemente presenti in natura.
Negli animali e nelle piante se ne trovano oltre 600 tipi diversi.
Nelle piante, le funzioni dei carotenoidi sono la fotoprotezione, la raccolta della luce e la rimozione delle molecole di ossigeno allo stato di singoletto nel processo di fotosintesi.
Questo pigmento si trova solitamente nel cloroplasto delle piante e in altri organismi fotosintetici, come le alghe, i funghi e in alcuni batteri.
Gli animali invece non sono in grado di sintetizzare i propri carotenoidi e ricorrono alle piante per il loro approvvigionamento.
I carotenoidi formano complessi con le proteine, che sono note come carotenoproteine.
Questi complessi sono comuni fra gli animali marini.
I complessi di carotenoproteine sono responsabili dei vari colori (rosso, viola, blu, verde, ecc.) di cui si colorano gli invertebrati marini nei rituali di accoppiamento e nel camuffamento.
Ci sono due tipi principali di carotenoproteine: il Tipo A e il Tipo B.
Nel Tipo A, i carotenoidi (il cromogeno) sono stechiometricamente associati ad una proteina semplice (glicoproteina).
Nel Tipo B, i carotenoidi sono associati ad una lipoproteina per formare un complesso solitamente meno stabile.
Il Tipo A si rinviene comunemente sulla superficie degli invertebrati marini (conchiglie e gusci); il Tipo B invece si trova solitamente nelle uova, negli ovai e nel sangue.
I colori e l'assorbimento caratteristico di questi complessi carotenoproteici si basano sul legame chimico tra cromogeno è subunità proteiche.
Ad esempio, la carotenoproteina blu linckiacianina ha circa 100-200 molecole carotenoidi per ciascun complesso.
Inoltre, anche le funzioni di questi complessi pigmento-proteina ne variano la struttura chimica.
Le carotenoproteine che si trovano all'interno della struttura fotosintetica sono più comuni, ma più complesse.
I complessi pigmento-proteina che si trovano esternamente al sistema fotosintetico sono meno comuni, ma possiedono una struttura più semplice.
Ad esempio, esistono solo due complessi blu astaxantina-proteine nella medusa Velella velella, e questi contengono solamente circa 100 carotenoidi per complesso.
La carotenoproteina più comune è l'astaxantina, che produce un pigmento viola-blu e verde.
Il colore dell'astaxantina è formato dalla creazione di complessi con le proteine in un ordine determinato.
Ad esempio, la crustocrina ha circa 20 molecole di astaxantina legate con la proteina.
Quando i complessi interagiscono mediante interazioni eccitone-eccitone, essa diminuisce il massimo di assorbanza, variando i diversi pigmenti colorati.
Nelle aragoste, ci sono vari tipi di complessi astaxantina-proteina.
Il primo è la crustacianina (λ max. = 632 nm), un pigmento blu ardeisa che si trova nel carapace dell'aragosta.
Il secondo è la crustocrina (λ max. = 409 nm), un pigmento giallo che si trova sullo strato esterno del carapace.
Infine, lipoglicolproteine formano con l'ovoverdina un pigmento verde brillante, che solitamente è presente negli strati esterni del carapace e nelle uova di aragosta

#### Tetrapirroli
I tetrapirroli sono il successivo gruppo più comune di pigmenti.
Essi possiedono quattro anelli pirrolici e ciascun anello ha formula C4H4NH.
La funzione principale dei tetrapirroli è il loro ruolo nel processo di ossidazione biologica.
I tetrapirroli svolgono un ruolo primario nel trasporto degli elettroni e agiscono come sostituti di molti enzimi.
Inoltre, sono anche responsabili della pigmentazione dei tessuti degli organismi marini.

#### Melanine
Le melanine sono una classe di composti che servono come pigmento, con strutture differenti cui si deve l'origine dei pigmenti scuri, marroni, giallognoli, rossicci degli animali marini.
Questi pigmenti sono prodotti quando l'amminoacido tirosina è convertito in melanina, che si trova nella pelle, nei capelli e negli occhi.
Derivati dall'ossidazione aerobica dei fenoli, essi sono polimeri.
Esistono numerosi tipi diversi di melanine, tenendo in considerazione che esse sono aggregati di molecole più piccole, come le melanine contenenti azoto.
Questi pigmenti sono suddivisi in due classi: le eumelanine nere e marroni insolubili, che derivano dall'ossidazione aerobica della tirosina in presenza di tirosinasi, e le feomelanine solubili in soluzioni alcaline, che possiedono colori che variano dal giallo al rosso bruno e derivano dalla deviazione del percorso di biosintesi delle eumelanine dovuta all'intervento di cisteina e/o glutatione.
Le eumelanine si trovano solitamente nella pelle e negli occhi.
Fra i parecchi tipi di melanine vi sono le melanoproteine (melanina di colore marrone scuro che è immagazzinata in alte concentrazioni nel sacco dell'inchiostro della seppia Sepia officinalis), l'echinoidea (prodotta dai ricci di mare), l'oloturoidea (prodotta dai cetrioli di mare) e l'ofiuroidea (prodotta dalle stelle marine della classe Ophiuroidea).
Queste melanine sono probabilmente polimeri ad elevato peso molecolare, che si formano per accoppiamenti ripetuti di semplici intermedi monomerici bi- o polifunzionali.
I sistemi ad anello di benzotiazolo e tetraidroisochinolina presenti nelle strutture agiscono come unità di assorbimento della radiazione UV.

#### Bioluminescenza
L'unica fonte di luce nel mare profondo è la radiazione visibile prodotta dagli animali marini e chiamata bioluminescenza, un caso specifico della chemiluminescenza.
Si tratta di reazioni chimiche in cui avviene la conversione di energia chimica in radiazione elettromagnetica visibile.
Si ritiene che il 90% degli animali dei mari profondi producano un qualche tipo di bioluminescenza.
Considerando che una gran parte dello spettro della luce visibile è assorbito prima che possa raggiungere le profondità del mare, la maggior parte della luce emessa dagli animali marini è blu e verde.
Comunque, alcune specie possono emettere anche radiazione rossa e infrarossa; è anche stato individuato un genere che emette bioluminescenza gialla.
Gli organi responsabili dell'emissione della bioluminescenza sono chiamato fotofori.
Questi organi sono presenti solamente in calamari e pesci e sono utilizzati per illuminare le loro superfici ventrali, in modo da alterare le proprie forme agli occhi dei predatori.
Gli impieghi dei fotofori negli animali marini sono vari: ad esempio, sono usati come lenti per controllare l'intensità del colore e l'intensità della luce prodotta.
I calamari possiedono sia fotofori sia cromatofori, che controllano entrambe queste intensità.
Un altro meccanismo di emissione della bioluminescenza, che è evidente nei lampi di luce emessi dalle meduse, inizia con una luciferina (un fotogeno) e termina con l'emettitore di luce (un fotagogikone).
Luciferina, luciferasi, sale e ossigeno reagiscono e si combinano per creare singole unità chiamate fotoproteine, che possono produrre luce quando reagiscono con altri elementi quali lo ione calcio.
Le meduse utilizzano questo come meccanismo di difesa.
Quando un predatore più piccolo sta cercando di divorare una medusa, essa emette il suo lampo di luce, in modo da attirare un predatore più grande che insegua il predatore più piccolo.
Questo meccanismo è utilizzato anche nell'accoppiamento.
I coralli che costruiscono le barriere e gli anemoni di mare sono fluorescenti; la luce di una certa lunghezza d'onda è assorbita e riemessa ad una lunghezza d'onda differente.
I pigmenti responsabili di questa fluorescenza possono funzionare da filtri solari naturali, cooperare nel processo fotosintetico, servire come colori di allarme, attrarre i maschi, avvisare i rivali o confondere i predatori.

#### Cromatofori
I cromatofori sono cellule a colorazione da pigmento variabile che sono direttamente stimolate dai neuroni motori centrali.
Esse sono principalmente utilizzate per un rapido adattamento ambientali a scopi di camuffamento.
Il processo con il quale il pigmento del colore della pelle cambia si basa su una singola cellula cromatofora altamente sviluppata e molte cellule muscolari, nervose, gliali e di protezione. I cromatofori si contraggono e contengono vescicole in cui sono immagazzinati tre diversi pigmenti liquidi.
Ogni colore è indicato dai tre tipi di cellule cromatofore: eritrofori, melanofori e xantofori.
Gli eritrofori contengono pigmenti rossastri come i carotenoidi e le pteridine.
I melanofori contengono pigmenti neri e marroni come le melanine.
Gli xantofori contengono pigmenti gialli sotto forma di carotenoidi.
I diversi colori sono realizzati dalla combinazione di strati diversi di cromatofori.
Queste cellule sono solitamente posizionate sotto la pelle o le squame degli animali.
Vi sono due categorie di colori generati da queste cellule: i biocromi e gli schematocromi.
I biocromi sono colori chimicamente costituiti da pigmenti naturali microscopici.
La loro composizione chimica è tale da assorbire alcune frequenze di luce e riflettere le restanti.
Al contrario, gli schematocromi (colori strutturali) sono colori creati dalle riflessioni della luce da parte di una superficie incolore e dalle rifrazioni prodotte dai tessuti.
Gli schematocromi agiscono come prismi, rifrangendo e disperdendo la luce visibile nell'ambiente circostante, che poi rifletterà una combinazione specifica di colori.
Queste categorie sono determinate dal moto dei pigmenti all'interno dei cromatofori.
Le variazioni di colore fisiologiche sono di breve durata e veloci, avvengono nei pesci e sono il risultato di una risposta dell'animale ad un cambiamento nell'ambiente.
Per contro, le variazioni di colore morfologiche sono cambiamenti di lunga durata, si verificano in stadi diversi della vita dell'animale e sono causati da una variazione del numero dei cromatofori.
Per cambiare i pigmenti coloranti, la trasparenza o l'opacità, le cellule si modificano in forma e dimensione e stirano o contraggono la loro membrana esterna.

#### Pigmenti fotoprotettivi
Per minimizzare i danni causati dalle radiazioni UV-A e UV-B, gli animali marini hanno sviluppato, nel corso dell'evoluzione, la produzione di composti che assorbono la luce UV e agiscono come filtro solare.
Amminoacidi simili alla micosporina ("MAA") possono assorbire i raggi UV a 310-360 nm. La melanina è un altro esempio ben conosciuto di protettore UV.
Entrambi i carotenoidi e i fotopigmenti agiscono indirettamente come pigmenti fotoprotettivi, in quanto sono in grado di catturare e disattivare i radicali ossigeno liberi.
Essi inoltre integrano l'attività dei pigmenti fotosintetici che assorbono l'energia della luce nella regione blu.

#### Ruolo difensivo dei pigmenti
È noto che gli animali utilizzano schemi di colore per avvertire e allontanare i predatori; è stato comunque osservato che un pigmento di una spugna mimava un composto chimico, che era coinvolto nella muta di un'anfipode, che era un predatore di questa spugna.
Così, ogni qualvolta questo anfipode mangia la spugna, i pigmenti in essa contenuti ne impediscono la muta, cosicché l'anfipode muore.

#### Influenza dell'ambiente sul colore
Negli invertebrati, la colorazione varia sulla base della profondità cui vivono, della temperatura dell'acqua, delle fonti di cibo, delle correnti, dell'ubicazione geografica, dell'esposizione alla luce e della sedimentazione.
Ad esempio, la quantità di carotenoidi di un certo anemone di mare diminuisce al crescere della profondità cui esso si trova.
Pertanto, le forme di vita marina che proliferano in acque più profonde sono meno brillanti e meno colorate degli organismi che vivono in zone ben illuminate proprio a causa della riduzione dei pigmenti.
Nelle colonie di Trididemnum solidum della simbiosi coloniale Ascidia-Cianoficee, i loro colori sono diversi in funzione del regime di luce in cui vivono.
Le colonie esposte alla piena luce solare sono fortemente calcificate, più spesse e bianche.
Al contrario, le colonie che vivono in aree ombreggiate possiedono più ficoeritrina (pigmento che assorbe la radiazione verde) rispetto alla ficocianina (pigmento che assorbe la radiazione rossa), più sottili e viola.
Il colore viola delle colonie in ombra è principalmente dovuto al pigmento ficobilina delle alghe e la variazione di esposizione alla luce modifica i colori di queste colonie.

#### Colorazione adattiva
L'aposematismo è la colorazione di avviso che segnala a potenziali predatori di non avvicinarsi.
Molti nudibranchi cromodroridi raccolgono composti chimici disgustosi e tossici emessi dalle spugne e li accumulano nelle loro ghiandole "ripugnanti" (situate attorno ai margini del mantello).
I predatori dei nudibranchi hanno imparato ad evitare alcuni di questi animali sulla base dei loro motivi di colore brillanti.
Le prede si proteggono anche con i loro composti tossici, che comprendono molti composti organici ed inorganici.

#### Azioni fisiologiche dei pigmenti
I pigmenti degli animali marini soddisfano a parecchi scopi differenti, oltre ai ruoli difensivi.
Alcuni pigmenti proteggono dalle radiazioni UV (si veda la precedente sezione relativa ai pigmenti fotoprotettivi).
Nel nudibranco Nembrotha kubaryana, si è scoperto che il pigmento tetrapirrolico 13 è un potente agente antimicrobico.
In esso, anche le tamjamine A, B, C, E ed F hanno dimostrato attività antimicrobiche, antitumorali e immunosoppressive.
I sesquiterpenoidi sono riconoscibili dai loro colori blu e viola; per essi è stato riportato che mostrano alcune bioattività, tra le quali l'attività antibatterica, immunoregolatoria, antimicrobica e citotossica, oltre ad un'azione inibitoria della divisione cellulare nelle uova fecondate di riccio di mare e ascidia.
Anche numerosi altri pigmenti hanno mostrato un'azione citotossica.
Infatti, due nuovi carotenoidi isolati da una spugna chiamata Phakellia stelliderma hanno mostrato una debole citotossicità nei confronti di cellule leucemiche del topo.
Fra gli altri pigmenti di interesse medico vi sono la scitonemina, le topsentine e la debromoimenialdisina, che, rispettivamente, sono attive nei settori dell'infiammazione, dell'artrite reumatoide e dell'osteoartrite.
Vi sono prove che le topsentine sono potenti mediatori dell'inflazione immunogenica; inoltre, topsentine e scitonemina sono potenti inibitori dell'infiammazione neurogenica.

## Usi
I pigmenti possono essere estratti e utilizzati come coloranti alimentari, nella colorazione e nella tintura.
Alcuni pigmenti (quali la astaxantina e il licopene) sono utilizzati come integratori nella dieta.